# Lab Macambira
O Lab Macambira  é um coletivo dedicado ao desenvolvimento e
hacking de Software Livre ou FLOSS com o objetivo de suprir a forte demanda por um maior
número de programadores qualificados em tecnologias livres atuando em áreas estratégicas para a comunidade tanto cultural e socialmente como em
aspectos de ciência e tecnologia de ponta no Brasil. Fundado em 2011 em homenagem a
Cleodon Silva, empreendedor social falecido em junho de 2011, o Lab Macambira
deve seu nome ao pseudônimo literário e revolucionário de Silva: Pedro Macambira.
O Lab foi inicialmente constituído por associação voluntária de diversos
brasileiros qualificados na área de computação e TI, incluindo professores
universitários, ex-googlers e lideranças do movimento da cultura digital livre e de outros
coletivos culturais e ONGs.

## Produção
O Lab Macambira já teve seu código incorporado a uma grande lista de programas
bem-estabelecidos, tendo contribuído efetivamente como o Mozilla Firefox, o
pure data/Gem, Scilab/SIP, Evince, Ekiga, Chuck,
dentre outros.

Também desenvolve projetos próprios como a metodologia
AA (Algorithmic Autoregulation),
 
o instrumento artístico AirHackTable, Live Coding, os sistemas web
da Conferência Permanente, e o
Ágora Communs/Delibera, muitos tendo sido
apresentados em conferências e festivais de software livre e cultura digital.

Dentre os usuários e clientes da sua tecnologia
destacam-se a ONU 
, a empresa Ethymos, a Sharp Corporation, o
Pontão Nós Digitais e a
Teia Casa de Criação, o coletivo
Transparência Hacker,  a Universidade de São Paulo (USP), a 
Universidade do Estado do Rio de Janeiro (UERJ) e outros centros de pesquisa no Brasil e no exterior.

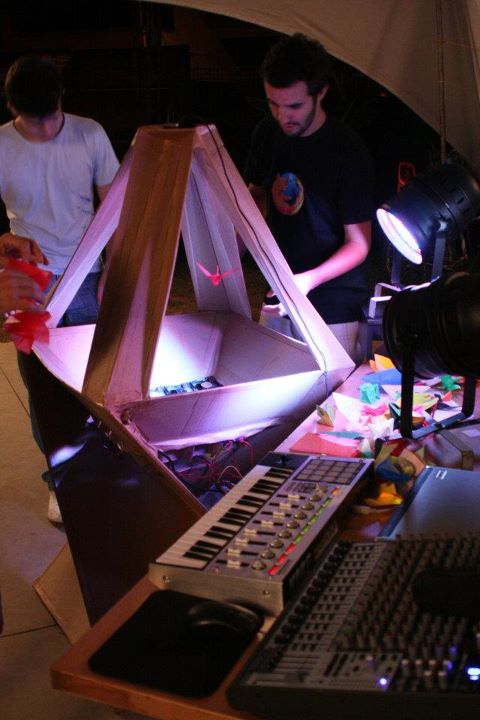
AirHackTable Instrument
artístico interativo que gera sons através de algoritmos de visão computacional
que processam um vídeo de origamis flutuantes de diferentes cores e formas

## Metodologia de trabalho
As atividades do time são realizadas dentro da metodologia
AA, o coração do Lab
Macambira, no qual o programador utiliza tecnologias sociais como IRC para
chat em grupo, conceitos de microblogging (a.k.a. "tweeting"),
controle de versões (Git), Gerenciador de tarefas Trac, e a realização
contínua de screencasts, de forma a documentar e viabilizar a atuação de
forma remota e descentralizada.
A produção deste material é agregada por um
site customizável, o pAAinel,
similar ao iGoogle mas para sincronizar e gerenciar a ação de times
descentralizados de programadores.

### Estrutura de liderança
O Lab Macambira atua baseado em
princípios marcadamente similares à filosofia de diversos
outros grupos tais como o Anonymous ou empresas progressivas como o
Google.  O coletivo é totalmente
descentralizado, sem sede física nem liderança estabelecida, com os membros
trabalhando remotamente através da metodologia AA. Também não possui um CNPj
central.  Atua também minimizando o conceito de autoridade, tendo apenas hierarquia rasa e
circunstancial inevitável, baseada no princípio de meritocracia para designar
liderança espontânea dependendo dos projetos sendo desenvolvidos e da disposição
de tempo de cada membro. Tais conceitos são empregados
em menor grau nas empresas progressivas
de hoje, como o Google, em antagonia ao Fordismo, visando aumentar a capacidade de adaptação a
novas situações.
O líder circunstancial é de fato Renato Fabbri, que tem investido em angariar
recursos e iniciar colaborações e novos projetos, bem como no desenvolvimento de
tecnologia de áudio e web; Ricardo Fabbri auxilia Renato em sua gestão e é líder
técnico na área de processamento de Vídeo, programação de sistemas e nas
parcerias acadêmicas; e Vilson Vieira lidera projetos de tecnologias web e de
áudio. Daniel Marostegan e Carneiro também participa na liderança das decisões
devido ao seu empenho e auxílio financeiro ao Lab Macambira através do Pontão Nós Digitais.
O Lab Macambira conta ainda com diversos outros membros igualmente importantes,
a maioria remunerada. O peso de cada membro nas decisões do coletivo depende do
empenho e tempo investidos (meritocracia).
Os membros do Lab Macambira primam pela despersonificação e para tal utilizam
diversos pseudônimos e nicks/apelidos para minimizar a formação de hierarquias, para
cultivar o anonimato e para o livramento da amarra que é
necessidade de satisfação da auto-imagem.

## Equipe
O coletivo atualmente conta com cerca de 15 membros remunerados e de espírito
voluntário, obtendo renda considerável através da prestação de serviços
(freelancing) em programação de
software, produção de sites de código aberto, e
treinamento em software livre e soluções na área áudio-visual para empresas,
ONGs e o governo brasileiro (notadamente através de projetos de Pontos de cultura).  
Os projetos do Lab Macambira são centrados no desenvolvimento de
software livre nas áreas de processamento de áudio, processamento de
vídeo e sistemas web,
procurando priorizar projetos de impacto cultural e tecno-científico mais amplos. Seus membros procuram decidir individualmente a relevância cultural e científica
de cada proposta recebida, aceitando somente as que atendem os interesses do
grupo em um dado momento e dos membros involvidos. A principal condição é que o
código resultante seja livre e abertamente documentado, e que o cliente cite
explicitamente o lab macambira em seu trabalho.

## Origens
Em junho de 2011 o coletivo foi formado por 4 profissionais de TI e
ativistas de cultura digital: Renato Fabbri (iniciador),
Ricardo Fabbri, 
Vilson Vieira e Daniel Marostegan e Carneiro.
O Lab Macambira foi iniciado com fundos
do projeto do Pontão Nós Digitais da ONG Teia Casa de Criação. O Pontão é
coordenado por Daniel Marostegan e Carneiro e fora concebido por membros da Teia.
Sendo assim, durante 2011 o Lab Macambira manteve laços estreitos com o Pontão
Nós Digitais e o braço de cultura digital da ONG Teia, Casa de Criação. Desde o
início, no entanto, foi claro que o Lab Macambira deveria se tornar
auto-suficiente através da prestação de serviço em massa a outros coletivos e
empresas privadas. 
No início de 2012, conforme planejado, os fundos oriundos do Pontão Nós Digitais se findaram, 
sendo que o Lab Macambira agora paga seus membros e
adquire recursos empregando sua capacidade produtiva à prestação de serviços e
aquisição de seus próprios projetos de financiamento (projetos de pesquisa e
de incentivo cultural).